# Alegeri legislative în Țările de Jos, 1967
Alegerile generale din Camera Reprezentanților a Parlamentului olandez au avut loc în Țările de Jos pe data de 15.02.1967

## Rezumate Naționale
| Partid                                          | %    | Locuri |
| ----------------------------------------------- | ---- | ------ |
| Partidul Popular Catolic                        | 26.5 | 42     |
| Partidul Laburist                               | 23.5 | 37     |
| Partidul Popular pentru Libertate și Democrație | 10.7 | 17     |
| Partidul Anti-Revoluționar                      | 9.9  | 15     |
| Uniunea Creștin-Istorica                        | 8.1  | 12     |
| Partidul Agricultorilor                         | 4.8  | 7      |
| Democrat '66                                    | 4.5  | 7      |
| Partidul Comunist din Țările de Jos             | 3.6  | 5      |
| Partidul Pacifist Socialist                     | 2.9  | 4      |
| Partidul Politic Reformat                       | 2.0  | 3      |
| Alianța Politica Reformată                      | 0.9  | 1      |
| Total                                           | -    | 150    |

## Partide
- Partidul Anti-Revoluționar (Anti-Revolutionaire Partij)
- Partidul Popular Catolic(Katholieke Volkspartij)
- Uniunea Creștin-Istorica (Christelijke-Historische Unie)
- Partidul Comunist din Țările de Jos (Communistische Partij Nederland)
- Democrats '66 (Democraten '66)
- Partidul Agricultorilor (Boerenpartij)
- Partidul Laburist(Partij van de Arbeid)
- Partidul Pacifist Socialist  (Pacifistisch Socialistische Partij),secesiune al Partidului Muncii
- Partidul Popular pentru Libertate și Democrație (Volkspartij voor Vrijheid en Democratie)
- Partidul Politic Reformat  (Staatkundig Gereformeerde Partij)
- Alianța Politica Reformată(Gereformeerd Politiek Verbond),secesiune al Uniunii Creștin-Istorice